# Дедоларизація

Використання Долара США у світі
США
Зовнішні споживачі долара США
Валюти, прив'язані до долара США
Валюти, прив’язані до долара США з вузьким діапазономВикористання в усьому світі Євро:
Євро
Єврозона
Зовнішні споживачі Євро
Валюти, прив'язані до Євро
Валюти, прив’язані до євро з вузьким діапазоном

Дедоларизація — зменшення залежність від долара США як резервної валюти, засобу обміну або розрахункової одиниці.
Долар США почав витісняти фунт стерлінгів як міжнародну резервну валюту з 1920-х років, оскільки він вийшов із Першої світової війни відносно неушкодженим і оскільки Сполучені Штати були значним одержувачем золота, що надходило під час війни. Після того, як США стали ще сильнішою наддержавою під час Другої світової війни, Бреттон-Вудська угода 1944 року заснувала післявоєнну міжнародну валютну систему, де долар США став основною світовою резервною валютою для міжнародної торгівлі та єдиною валютою. -воєнна валюта, прив'язана до золота за 35 доларів США за тройську унцію.
З моменту створення Бреттон-Вудської системи долар США використовувався як засіб міжнародної торгівлі. Міністерство фінансів Сполучених Штатів здійснює значний нагляд за мережею фінансових переказів SWIFT і, отже, має величезний вплив на глобальні системи фінансових операцій, маючи можливість накладати санкції на іноземні юридичні та фізичні особи.

## Девальвація долара
Відповідно до Бреттон-Вудської системи, встановленої після Другої світової війни, вартість золота була фіксованою на рівні 35 доларів США за унцію, і, таким чином, вартість долара США була прив'язана до вартості золота. Однак зростання державних витрат у 1960-х роках викликало сумніви щодо здатності Сполучених Штатів підтримувати цю конвертованість, запаси золота скоротилися, оскільки банки та міжнародні інвестори почали конвертувати долари в золото, і, як наслідок, вартість долара почала зростати. відхилятися. Зіткнувшись із валютною кризою, що настала, і неминучою небезпекою того, що Сполучені Штати більше не зможуть обміняти долари на золото, конвертованість золота була остаточно скасована в 1971 році президентом Ніксоном, що призвело до «шоку Ніксона».
Таким чином, вартість долара США більше не була прив'язана до золота, і підтримувати вартість американської валюти було покладено на Федеральний Резерв. Проте Федеральна резервна система продовжувала збільшувати пропозицію грошей, що призвело до стагфляції та швидкого зниження вартості долара США в 1970-х роках. Це було здебільшого пов'язано з переважаючим на той час економічним поглядом на те, що інфляція та реальне економічне зростання були пов'язані (крива Філіпса), тому інфляція вважалася відносно доброякісною. Між 1965 і 1981 роками долар США втратив дві третини своєї вартості.

## Галузевий розвиток

### Торгівля нафтою чи іншими товарами

#### Аргентина
З початку 2023 Аргентина планує приєднатися до Бразилії в оплаті китайського імпорту в юанях замість доларів США. Метою країни є збереження своїх запасів доларів США, що зменшуються. Аргентина зіткнулася зі значним падінням експорту сільськогосподарської продукції через сильну посуху, що призвело до скорочення надходження доларів. У квітні 2023 Аргентина має намір придбати китайський імпорт приблизно на 1 млрд доларів США використовуючи юані. Після цього країна планує платити щомісячний імпорт у китайських юанях на суму близько 790 млн доларів. Після того як у квітні Китай і Аргентина оголосили про відкриття своєї своп-лінії, Аргентина змогла використати еквівалент 1,04 млрд юанів для оплати китайського імпорту в травні. Лінію було збільшено до 18 млрд доларів протягом наступних трьох років у червні під час візиту міністра економіки Аргентини Масси до Китаю.

#### Бразилія
Наприкінці березня 2023 року Китай і Бразилія завершили угоду про ведення торгівлі з використанням своїх валют, відмовившись від долара США як посередника.
Угода, дозволить Китаю, головному супернику економічної гегемонії США, і Бразилії, найбільшій економіці Латинської Америки, здійснювати свої масштабні торгові та фінансові операції напряму, обмінюючи юані на реали і навпаки. замість того, щоб проходити через долар США. «Очікується, що це зменшить витрати… сприятиме ще більшій двосторонній торгівлі та сприятиме інвестиціям», — йдеться в заяві Бразильського агентства сприяння торгівлі та інвестиціям (ApexBrasil). Китай є найбільшим торговим партнером Бразилії з 150,5 мільярдами доларів США у двосторонній торгівлі у 2022. Чиновники повідомили що транзакції будуть виконувати Промисловий і торговий банк Китаю і Bank of Communications BBM. Китай планує аналогічні валютні угоди з Росією, Пакистаном та кількома іншими країнами.

#### Болівія
У квітні 2023 року президент Болівії Луїс Арсе заявив, що уряд активно розглядає можливість прийняття китайського юаня як альтернативи долару США для ведення міжнародної торгівлі. Рішення пов'язане з постійною проблемою Болівії з недостатньою ліквідністю на внутрішніх ринках, дефіцит доларів США зростає з початку 2023 року через зменшення чистих міжнародних резервів.

#### Китай
З 2011 року Китай поступово переходить від торгівлі в доларах США на користь китайських юанів, а в березні 2018 року Китай почав купувати нафту в юанях, забезпечених золотом.
У березні 2022 року кілька звітів стверджували, що Саудівська Аравія веде переговори з Китаєм про торгівлю саудівською нафтою та газом у Китай в китайських юанях замість доларів.
У грудні 2022 року на саміті Китай — Рада Співробітництва Перської затоки президент Сі Цзіньпін закликав здійснювати розрахунки за торгівлю нафтою в юанях. Міністр закордонних справ Ван І заявив, що китайсько-арабські відносини пережили «історичне покращення».

#### Європа
Відразу на початку Російського вторгнення в Україну (з 2022) переважно західні країни наклали жорсткі санкції проти Росії. У відповідь 31 березня 2022 президент Московії Путін підписав указ, згідно з яким недружні країни до Росії з 1 квітня повинні оплачувати імпорт природного газу в рублях. Європейські лідери спочатку відмовилися платити за поставки в рублях, зазначивши, що такий крок підірве санкції, які вже накладені на Москву. У квітні 2022 року було повідомлення з посиланням на людину, близьку до Газпрому що чотири європейські газові компанії проводили торговельні розрахунки в рублях.

#### Гана
24 листопада 2022 року віце-президент Махамуду Бавумія заявив, що вони працюють над бартером нафти в золоті, і додав: «Бартер золота на нафту є серйозною структурною зміною».

#### Індія
Індія шукає шляхи зміцнення своєї економіки шляхом зменшення залежності від долара США. Країна вважає, що зниження попиту на долар у міжнародній торгівлі може допомогти стабілізувати її національну валюту, рупію (₹). Лідери Індії звернули увагу на тенденцію дедоларизації в інших країнах і тепер прагнуть збільшити торгівлю за допомогою власної валюти. Для досягнення цієї мети Індія планує конвертувати рупію (₹) в іноземну валюту та збільшити свою частку у світовій торгівлі.

#### Іран
В результаті санкцій США Іран намагався зменшити свою залежність від долара. Країна шукає альтернативні способи чи методи для ведення міжнародної торгівлі з використанням різних валют, таких як євро. Ісламська Республіка Іран також прагне застосувати технологію блокчейн і цифрову валюту, щоб обійти міжнародну фінансову систему, а також зменшити ефект санкцій.

#### Малайзія
Через коливання курсу долара в останні роки деякі країни, такі як Малайзія, шукають відповідну альтернативу долару в глобальних торгових операціях, щоб зміцнити свою економіку. З іншого боку, на думку Малайзії, дедоларизація та зниження попиту в країні для використання долара в комерційних операціях зможуть створити основу для стабілізації Малайзійського рингіта (місцевої валюти). Президент цієї країни зазначив, що з економічною владою, наданою азіатським країнам серед Китаю/Японії, немає причин для того, щоб Малайзія залишалася залежною від долара, а з іншого боку, центральних банків цих двох країн (тобто Китай і Малайзія) почали переговори щодо здійснення торгівлі у валютах один одного.

#### Росія
У серпні 2022 року Туреччина і Росія домовилися використовувати рублі в торгівлі природним газом. Путін та Ердоган домовилися перевести частину розрахунків за російський газ в рублі, повідомив журналістам за підсумками переговорів віце-прем'єр Росії Олександр Новак
У вересні 2022 року глава «Газпрому» Олексій Міллер заявив, що вони підписали угоду про здійснення торгових розрахунків з Китаєм у рублях і юанях замість доларів США.
У листопаді 2022 року віце-прем'єр-міністр Росії Олександр Новак підтвердив, що весь газ, який постачається до Китаю через Сибір, розраховується в рублях і юанях.
23 березня 2022 року Путін підписав указ, який забороняє «недружнім» країнам (включно з країнами ЄС, США та Японією) купувати російський газ у будь-якій іншій валюті, окрім російського рубля, у зв'язку з санкціями, запровадженими після вторгнення Росії в Україну в 2022. Станом на 2022 рік Росія є найбільшим у світі експортером газу, на неї припадає 17 % світового експорту газу.

#### Саудівська Аравія
У січні 2023 року міністр фінансів Саудівської Аравії Мохаммед Аль-Джадаан заявив в інтерв'ю Bloomberg TV в Давосі, що вона відкрита для торгівлі іншими валютами, окрім долара США.
«Немає проблем з обговоренням того, як ми врегульовуємо наші торговельні домовленості, чи то в доларах США, чи то в євро, чи то в саудівських ріалах. Я не думаю, що ми відмовляємось або виключаємо будь-яку дискусію, яка допоможе покращити торгівлю в усьому світі»  
Такий вираз вважається вперше за 48 років.

#### Туреччина
Президент Туреччини представив нову стратегію зменшення залежності від долара США у світовій торгівлі. Метою є налагодження торгівлі без використання долара з міжнародними торговими партнерами Туреччини. Президент заявив про готовність вести торгівлю з Китаєм, використовуючи місцеві валюти, вказуючи на відхід від долара. Крім того, велися переговори про можливість заміни долара США іншою національною валютою в операціях з Іраном. Цей вибір мотивований як політичними, так і економічними факторами, оскільки Туреччина прагне підтримати свою національну валюту, дистанціювавшись від долара США.

#### Венесуела
У серпні 2018 року Венесуела оголосила, що буде встановлювати ціни на нафту в євро, юанях, рублях та інших валютах.

### Валютні резерви
Згідно з дослідженням валютної структури офіційних валютних резервів МВФ (COFER), частка резервів у доларах США центральними банками впала з 71 відсотка в 1999 році до 59 відсотків у 2021 році

#### Китай
Починаючи з 6 червня 2023 року, Китай сказав своїм державним банкам суттєво знизити процентні ставки за депозитами в доларах.

#### Росія
У червні 2021 року Росія заявила, що виключить долар зі свого Фонду національного добробуту, щоб зменшити вразливість до західних санкцій, лише за два тижні до того, як президент Росії Володимир Путін провів свою першу зустріч на вищому рівні з лідером США Джо Байденом.
Росія планувала купувати більше юанів на валютному ринку в 2023 році для торговельних розрахунків. Мінфін Росії та Центробанк Росії заявили, що з січня 2023 року продасть близько 54,5 млрд рублів в іноземній валюті

#### Єгипет
У травні 2022 року міністр фінансів Єгипту Мохамед Мааіт оголосив про намір випустити облігації в юанях для залучення капіталу як механізму диверсифікації джерел фінансування.

#### М'янма
У вересні 2022 року голова Ради державної адміністрації Мін Аунг Хлайн заявив, що вони планують зменшити залежність від долара США та включити торгівлю в інших іноземних валютах. Крім того, було обговорення використання системи МІР для здійснення платежів.

#### Казахстан
У грудні 2015 року уряд і Національний банк Казахстану оголосили про плани зменшити залежність від долара і зміцнити національну валюту. У спільній заяві казахстанського уряду та національного банку зазначено, що вони мають намір зміцнити свою національну валюту, а не зосереджуватися на ліквідації доларів США. У серпні 2016 року, після зростання інфляції до 6-річного максимуму, голова центрального банку Казахстану заявив, що необхідно розпочати дедоларизацію.

### Двосторонні торгові угоди

#### Китай— Росія
Повідомлялося, що в першому кварталі 2020 року частка долара у двосторонній торгівлі між Китаєм і Росією вперше впала нижче 50 відсотків.

#### Індія— Росія
До 1991 року Радянський Союз та Індія обмінювали рупію на рубль під час холодної війни. Взаємна торгівля між Індією та Росією здійснюється переважно в рублях і рупіях замість доларів і євро. У березні 2022 року Індія та Росія уклали торговельну угоду рупія  –  рубль.

#### Китай— Японія
У 2011 році Японія уклала угоду з Китаєм про торгівлю національними валютами. Китайсько-японська торгівля становила 300 мільярдів доларів США.

#### Китай-Бразилія
У березні 2013 року під час 5-го саміту БРІКС Бразилія уклала угоду з Китаєм про торгівлю в бразильських реалах і китайських юанях.

#### Китай-Австралія
У 2013 році Австралія уклала угоду з Китаєм про торгівлю національними валютами.

#### INSTEX
У 2015 році Китай запустив CIPS, платіжну систему, яка пропонує клірингові та розрахункові послуги для своїх учасників транскордонних платежів і торгівлі в юанях як альтернативу SWIFT. З кінця 2019 року країни ЄС створили INSTEX, європейську спеціальну компанію (SPV) для полегшення транзакцій, не пов'язаних із доларами США та SWIFT з Іраном, щоб уникнути порушення санкцій США. 11 лютого 2019 року заступник міністра закордонних справ РФ Сергій Рябков заявив, що Росія буде зацікавлена в участі в INSTEX.

#### Іран-ЄС
У березні 2020 року було укладено першу транзакцію INSTEX Іран-ЄС. Він стосувався імпорту медичного обладнання для боротьби зі спалахом COVID-19 в Ірані. У березні 2023 року європейські країни заявили, що вирішили припинити дію схеми, запровадженої у 2019 році, щоб дозволити торгівлю з Іраном і захистити компанії, які ведуть з ним бізнес, від санкцій США, але це була лише одна транзакція.

#### Росія-Іран
У липні 2022 року Росія та Іран внесли зміни у двосторонню торгівлю, щоб зменшити залежність від долара США. Нова грошова система може означати, що борги можна буде розраховувати у їхніх власних країнах і може зменшити попит на долари США на 3 мільярди на рік. У січні 2023 року Росія та Іран планували торгувати криптовалютами, забезпеченими золотом, як альтернативу долару США.

#### Південно-Східна Азія
Група країн Південно-Східної Азії в регіоні, таких як Сінгапур, Малайзія, Індонезія, Камбоджа та Таїланд, наразі розглядають процес дедоларизації, щоб зменшити свою залежність від долара США всередині своїх економік. Ці країни висловили побоювання щодо нестабільності курсу долара та використання американським урядом механізму доларового ембарго. Отже, вони розвинули великий інтерес до пом'якшення своєї вразливості до долара та вивчення альтернативних валют.

#### Інші
У грудні 2022 року Шрі-Ланка та Маврикій почали використовувати Індійську рупію для міжнародної торгівлі. Таджикистан, Куба, Люксембург і Судан також виявили інтерес до використання цього механізму.
Крім того, того ж місяця Аргентина та Бразилія запропонували спільну валюту для торгівлі, яка називається Sur. Сюр поєднує в собі валюту аргентинського песо та бразильського реалу. У тому ж місяці Бразилія і Китай уклали попередню угоду про торгівлю в національних валютах замість долара США. У травні 2023 року Південна Корея та Індонезія підписали меморандум про взаєморозуміння для сприяння двосторонній торгівлі в національних валютах, відійшовши від долара США як посередника. 
На початку травня 2023 року центральні банки Південної Кореї та Індонезії уклали Меморандум про взаєморозуміння (MoU), спрямований на сприяння співпраці в просуванні використання їхніх відповідних валют для двосторонніх операцій. Це включає в себе сприяння використанню їхніх валют для таких операцій, як поточні операції та прямі інвестиції між двома країнами.

### Активи, деноміновані в доларах
Як резюмує академік Тім Біл, багато коментаторів розглядають надмірно широкі фінансові санкції Сполучених Штатів як фактор посилення дедоларизації через такі відповіді, як розроблена Росією система переказу фінансових повідомлень (SPFS), підтримуваний Китаєм транскордонний міжбанківський банк. Платіжна система (CIPS) і Європейський інструмент підтримки торговельних обмінів (INSTEX), які виникли після виходу Сполучених Штатів із Спільного комплексного плану дій (JCPOA) з Іраном.

#### Росія
Росія прискорила процес дедоларизації в 2014 році через погіршення відносин із Заходом. У 2017 році Центральний банк Росії розробив SPFS, російську заміну системи фінансових переказів SWIFT. Система розроблялася з 2014 року, після того як уряд Сполучених Штатів пригрозив відключити Росію від системи SWIFT. Державна компанія «Лукойл» оголосила, що знайде заміну долару.
17 березня 2022 року голова комітету Держдуми з фінансового ринку Анатолій Аксаков заявив, що ЦБ Росії і Народний банк Китаю працюють над з'єднанням російської та китайської систем обміну фінансовими повідомленнями. Він також вказав на початок розробки схем передачі інформації за допомогою блокчейнів, включаючи цифровий рубль і цифровий юань. 31 березня 2022 року видання Economic Times опублікувало інформацію про те, що Індія запропонувала Росії нову систему транзакцій з переведенням торгівлі на рубль і SPFS, яка працюватиме через Резервний банк Індії та російський Зовнішекономбанк. За тими ж даними, система буде введена в експлуатацію протягом тижня.
30 березня 2023 року заступник голови Держдуми Олександр Бабаков на російсько-індійському бізнес-форумs в Нью-Делі заявив, що країни БРІКС можуть створити нову валюту, яка буде забезпечена не золотом, а реальними ресурсами, зокрема землею і рідкісноземельними металами.

#### Зімбабве
Через рік, коли долар RTGS був єдиним законним платіжним засобом, Зімбабве прийняло доларизацію через гіперінфляцію. У червні 2019 року він також скоротив використання мультивалютної системи та віддав перевагу переходу на долар США. В інтерв'ю з колишнім міністром фінансів Тендаєм Біті він зазначив, що дедоларизація зазнала жахливого провалу.
У 2022 році Зімбабве запровадив нову форму валюти, виготовлену із золота, Mosi-oa-Tunya, щоб зменшити інфляцію, оскільки місцева валюта значно ослабла. Керівник Резервного банку Джон Мангудья заявив, що золоті монети будуть містити одну тройську унцію 22-каратного золота, і що торгівля може здійснюватися як на місцевому, так і на міжнародному рівнях.

#### Інші країни
Чилі зосередила свої зусилля на запровадженні індексованих інструментів, щоб відвернути увагу інвесторів від активів, деномінованих у доларах. Більшість цих інструментів було пов'язано з індексом споживчих цін (CPI) шляхом встановлення розрахункової одиниці, відомої як «Unidad de Fomento» (UF).

## Реакція
Дані дослідника економіки Джонатана Хартлі, опубліковані в червні 2023 року, показують, що частка доларів США в резервах центрального банку, глобальних боргових цінних паперах і торгівлі іноземною валютою не змінилася з моменту російського вторгнення в Україну в 2022 році та санкцій щодо російських резервних активів. У випадку з резервами центрального банку частка доларів США в резервах центрального банку станом на липень 2023 року на 10 % вища, ніж на початку 1990-х років.
24 травня 2023 року директор-розпорядник МВФ Крісталіна Георгієва заявила, що «ми не очікуємо швидкої зміни резервів, оскільки долар є резервною валютою через силу економіки США та глибину ринків капіталу».
6 червня 2023 року JP Morgan заявив, що «дедоларизація очевидна у валютних резервах, де частка доларів США скоротилася до рекорду, оскільки частка в експорті скоротилася, але вона все ще спостерігається в сировинних товарах».
11 липня 2023 року головний економіст S&P Пол Грюнвальд заявив, що «США (долар) і надалі залишатиметься провідною світовою валютою, (але) він більше не буде домінуючою світовою валютою».